# 10정
십정(十停)은 통일신라의 최상위 지방 행정 단위인 9주(九州)에 주둔하였던 지방 정예군을 가리킨다. 

## 개요
김부식의 『삼국사기(三國史記)』 「직관지」에는 10정이 544년(신라 진흥왕 5년)에 설치되었다고 기록하고 있다. 본래 신라는 육정(六停)이라는 군사조직이 있어서 이를 각 지방의 주에 배치하였다. 그러나 삼국통일 이후 통치 지역이 넓어짐으로써 전국의 행정구역을 재편하여 677년(문무왕 17)부터 시작하여 687년(신문왕 7)에 이르러서 9주 5소경이 완성되었다. 이때 비로소 10정도 완비된 것으로 추정된다.
10정(十停)은 삼천당(三千幢)이라고도 하였다. 기본적으로 하나의 주에 하나의 정이 주둔했지만, 군사적 요충지이자 발해와의 접경 지대였던 한주(漢州)에는 2개의 정이 주둔하여 10정이 되었다. 음리화정(音里火停)·고량부리정(古良夫里停)·거사물정(居斯勿停)·삼량화정(參良火停)·소삼정(召參停)·미다부리정(未多夫里停)·남천정(南川停)·골내근정(骨內斤停)·벌력천정(伐力川停)·이화혜정(伊火兮停) 등 10개의 정을 말한다.
각 정(停)에는 지휘관인 대대감(隊大監) 1명과 그 아래로 소감(少監) 2명, 화척(火尺) 2명, 삼천당주(三千幢主) 6명, 삼천감(三千監) 6명 등의 군관이 배치되었다. 10정(十停)은 국방의 의무를 포함하여 경찰의 임무까지도 담당한 것으로 보인다.

## 구성
| 정 이름                | 금색(衿色) | 신라 주둔지           | 현 지명                      |
| ---------------------- | ---------- | --------------------- | ---------------------------- |
| 음리화정(音里火停)     | 청색(靑色) | 상주(尙州) 청효(靑驍) | 경상북도 상주시 청리면       |
| 고량부리정(古良夫里停) | 청색(靑色) | 웅주(熊州) 청무(靑武) | 충청남도 청양군 청양면       |
| 거사물정(居斯勿停)     | 청색(靑色) | 전주(全州) 청웅(靑雄) | 전북특별자치도 임실군 지사면 |
| 삼량화정(三良火停)     | 흑색(黑色) | 양주(良州) 현효(玄驍) | 대구광역시 달성군 현풍읍     |
| 소삼정(召參停)         | 흑색(黑色) | 강주(康州) 현무(玄武) | 경상남도 함안군 군북면       |
| 미다부리정(未多夫里停) | 흑색(黑色) | 무주(武州) 현웅(玄雄) | 전라남도 나주시 남평면       |
| 남천정(南川停)         | 황색(黃色) | 한주(漢州) 황무(黃武) | 경기도 이천시 읍내면         |
| 골내근정(骨乃斤停)     | 황색(黃色) | 한주(漢州) 황효(黃驍) | 경기도 여주시                |
| 벌력천정(伐力川停)     | 녹색(綠色) | 삭주(朔州) 녹효(綠驍) | 강원특별자치도 홍천군 홍천읍 |
| 이화혜정(伊火兮停)     | 녹색(綠色) | 명주(溟州) 녹무(綠武) | 경상북도 청송군 안덕면       |

## 참고 문헌
- 삼국사기(三國史記)
- 신라정치제도사 (이인철, 일지사, 1993)
- 우리역사넷 - 10정
- 한국민족문화대백과사전 - 십정(十停)

## 같이 보기
- 9서당